# Gerhard Mostert
Pas d'image ? Cliquez ici

a Compétitions nationales et continentales officielles uniquement.

b Matchs officiels uniquement.
Dernière mise à jour le 9 février 2024.
Gerhard Mostert, né le 4 octobre 1984 à Rustenburg, est un joueur international sud-africain de rugby à XV évoluant au poste de deuxième ligne.

## Biographie

### En club
Gerhard Mostert commence sa carrière avec la province des Leopards en 2004, disputant la Vodacom Cup, puis la Currie Cup. 
En 2006, il rejoint les Cats (futurs Lions) pour disputer le Super 14. Il joue son premier match à ce niveau le 15 avril 2006 contre les Sharks. Dans la foulée, il rejoint également la province des Golden Lions.
Après quatre ans dans la région de Johannesbourg, Mostert s'engage avec les Sharks (et les Natal Sharks) en 2010. Il manque l'intégralité de la saison 2010 de Super Rugby sur blessure, et ne peut débuter avec les Sharks que l'année suivante,.
En 2011, il rejoint le Stade français en Top 14,. Il joue six saisons avec le club parisien, disputant 94 matchs. Il dispute la finale du Challenge européen en 2013, perdue face au Leinster. Il fait également partie de l'effectif qui remporte le Top 14 en 2015, bien qu'il ne dispute pas la finale. Il quitte le club en juin 2017, achevant sa carrière professionnelle sportive,.

### En équipe nationale
Gerhard Mostert joue avec la sélection sud-africaine des moins de 21 ans en 2005, disputant le Championnat du monde. Il remporte la compétition après une finale gagnée face à l'Australie. La même année, il joue également pour la sélection universitaire sud-africain face aux Léopards africains.
Considéré comme un joueur prometteur à son poste dans son pays, il est appelé pour participer à des camps d'entraînements de la sélection sud-africaine en 2008 et 2010,. En raison de blessures à répétition, cela ne débouche cependant sur aucune sélection.
Il est finalement rappelé en sélection en juillet 2011, à la suite de la blessure de Johann Muller,. Il obtient sa première sélection avec les Springboks dans le cadre du Tri-nations, le 30 juillet 2011 contre l'équipe de Nouvelle-Zélande,. Il joue son deuxième match au niveau international deux semaines plus tard face à l'Australie. Il n'est pas sélectionné pour la Coupe du monde en Nouvelle-Zélande, et n'est pas rappelé en sélection par la suite.

## Palmarès
- Vainqueur de la Currie Cup en 2010 avec les Natal Sharks
- Finaliste de la Currie Cup en 2007 avec les Golden Lions
- Vainqueur du Championnat de France en 2015 avec le Stade français.
- Finaliste du Challenge européen en 2013 avec le Stade français.

## Statistiques en équipe nationale
- 2 sélections avec l'équipe d'Afrique du Sud
- 0 point
- Sélections par année : 2 en 2011